# Union nationale des footballeurs professionnels
Az Union nationale des footballeurs professionnels (magyarul: Hivatásos Labdarúgók Szervezete) 1961. november 16-án alakult meg a jogász Jacques Bertrand és két labdarúgó, Just Fontaine és Eugène N’Jo Léa közreműködésével. Napjainkban Philippe Piat elnöklésével a profi labdarúgók legnagyobb érdekvédelmi szervezete Franciaországban.
Minden hónapban díjat adnak át a Ligue 1 és a Ligue 2 legjobb játékosának, ez az UNFP Hónap játékosa díj. Nyaranta összegyűjtik, mely labdarúgóknak jár le a szerződése.